# 마리 산체스
마리 레이비스 산체스 페리냔(스페인어: Mari Leivis Sánchez Periñán, 1999년 5월 1일~)은 콜롬비아의 역도 선수이다. 2024년 하계 올림픽 여자 라이트헤비급 은메달을 획득했다.

## 개인사
언니인 다를리 산체스도 역도 선수로 활동했다.